# Noni Žunec
Noni Žunec (Maribor, 7. svibnja 1921. – Zagreb, 28. prosinca 2004.), slovenski operni i koncertni pjevač, tenor.

## Životopis
Noni Žunec je 1931. postao učenik Klasične gimnazije, a potom i Učiteljske škole u Mariboru, gdje je 1941. s uspjehom maturirao. 1941. odlazi u Ljubljanu, gdje sljedeće dvije godine na Akademiji za glasbo uči solopjevanje kod ugledne altistice Zore Ropas. Po završetku Drugog svjetskog rata 1945. dolazi u Zagreb i upisuje studij solopjevanja na Muzičkoj akademiji u klasi prof. Lava Vrbanića. Diplomira 1949. godine. Već u drugoj godini studija (1946.) nastupa kao Rinuccio u znamenitoj produkciji Puccinijeve opere Gianni Schicchi pod ravnanjem Milana Horvata i u režiji Vlade Habuneka. ↓1 U sezoni 1947/48 prihvaća poziv Ivana Štajcera i profesionalni angažman u Operi sarajevskog Narodnog pozorišta, gdje debitira ulogom Vojvode od Mantove u Verdijevu Rigolettu. U istoj ulozi prvi puta nastupa i u Operi HNK u Zagrebu 26. prosinca 1948. Te godine prihvaća i ponuđeni stalni angažman, a zagrebačkoj Operi i opernoj publici ostaje vjeran sve do umirovljenja 1981. godine. Bio je dugogodišnji član Hrvatskoga društva glazbenih umjetnika, a bavio se i pedagoškim radom: poučavao je solopjevanje privatno i na Glazbenoj školi Vatroslava Lisinskog u Zagrebu.

## Pjevačka karijera
Noni Žunec bio je umjetnik široke pjevačke kulture s izraženim smislom za glumu. U Operi HNK u Zagrebu u tenorskim se ulogama izmjenjivao s Josipom Gostičem, a nastupao je i s ostalim velikanima hrvatske glazbene scene, primjerice Marijanom Radev, Josipom Križajem, Vilmom Nožinić i Nadom Tončić. U to je »zlatno doba« zagrebačke Opere njezin ravnatelj i dirigent bio Milan Sachs, koji je znao iskoristiti i Žunecov pjevački potencijal. Na pozornici zagrebačkoga HNK Noni Žunec je otpjevao i ostvario više od 70 tenorskih uloga različita karaktera, uključujući i one najpoznatije: bio je Mića u Gotovčevu Eri s onoga svijeta, ↓2 Ive Ledinić u Ekvinociju Ivana Brkanovića, Florestan u Beethovenovu Fideliu, Doktor Faust u Gounodovu Faustu, Alfredo u Traviati i Riccardo u Krabuljnom plesu Giuseppea Verdia, Cavaradossi u Tosci, Rodolfo u La Bohème i Pinkerton u Madama Butterfly Giacoma Puccinia, Canio u Leoncavallovim Pagliaccima, Don José u Bizetovoj Carmen, Janko u Smetaninoj Prodanoj nevjesti, Herman u Pikovoj dami Čajkovskoga, Vladimir u Borodinovu Knezu Igoru, ↓3 Pelléas u Debussyevoj operi Pelléas i Mélisanda, Peter Grimes u istoimenoj operi Benjamina Brittena, Mladoženja u Szokolayevoj Krvavoj svadbi, Fratar Elustaf u Prokofjevljevoj operi Vjenčanje u samostanu, Tom Rakewell u Stravinskijevu Životu razvratnika... Poput spomenutih, ali i brojnih drugih opernih uloga, podjednako su sugestivne bile i njegove interpretacije Lukačićevih moteta, solopopijevki raznih skladatelja te vokalno-instrumentalnih djela poput Händelova Jude Makabejca, Beethovenove Devete simfonije i Svečane mise (Missa solemnis), Mozartova i Verdijeva Rekvijema, Mahlerove Pjesme o zemlji, Brittenove Proljetne simfonije, Oedipus Rex Stravinskoga ili Papandopulova Osorskog requiema. ↓4 Osim što je nastupao diljem bivše Jugoslavije, Noni Žunec je s velikim uspjehom gostovao i u Austriji, Grčkoj, Italiji, Njemačkoj, Švicarskoj i Velikoj Britaniji.

## Nagrade i priznanja
- 1960. Nagrada Milka Trnina Udruženja muzičkih umjetnika Hrvatske (današnjega HDGU) za ulogu Hermana u operi Pikova dama Petra Iljiča Čajkovskog.
- 1961. Odlikovanje SFRJ – Orden rada sa zlatnim vijencem za osobite zasluge.
- 1971. Odlikovanje SFRJ – Orden rada sa crvenom zastavom za osobite zasluge.
- 1978. Vjesnikova Nagrada Josip Štolcer Slavenski za ulogu Žarka u operi Moć vrline Igora Kuljerića.
- 1984. Nagrada Vladimir Nazor za životno djelo.